# Рікенбах (Тургау)
Рікенбах (нім. Rickenbach TG) — громада  в Швейцарії в кантоні Тургау, округ Мюнхвілен.

## Географія
Громада розташована на відстані близько 135 км на північний схід від Берна, 17 км на південний схід від Фрауенфельда.
Рікенбах має площу 1,6 км², з яких на 39,6% дозволяється будівництво (житлове та будівництво доріг), 45,9% використовуються в сільськогосподарських цілях, 11,3% зайнято лісами, 3,1% не є продуктивними (річки, льодовики або гори).

## Демографія
2019 року в громаді мешкало 2803 особи (+12,5% порівняно з 2010 роком), іноземців було 37,2%. Густота населення становила 1774 осіб/км².
За віковим діапазоном населення розподілялося таким чином: 19,3% — особи молодші 20 років, 63,6% — особи у віці 20—64 років, 17,1% — особи у віці 65 років та старші. Було 1261 помешкань (у середньому 2,2 особи в помешканні).
Із загальної кількості 972 працюючих 4 було зайнятих в первинному секторі, 258 — в обробній промисловості, 710 — в галузі послуг.